# Julio Martínez Oyanguren
Julio Martínez Oyanguren (Durazno, 3 de julio de 1901 - Montevideo, 13 de septiembre de 1973) fue un compositor, guitarrista e ingeniero mecánico uruguayo.

## Biografía

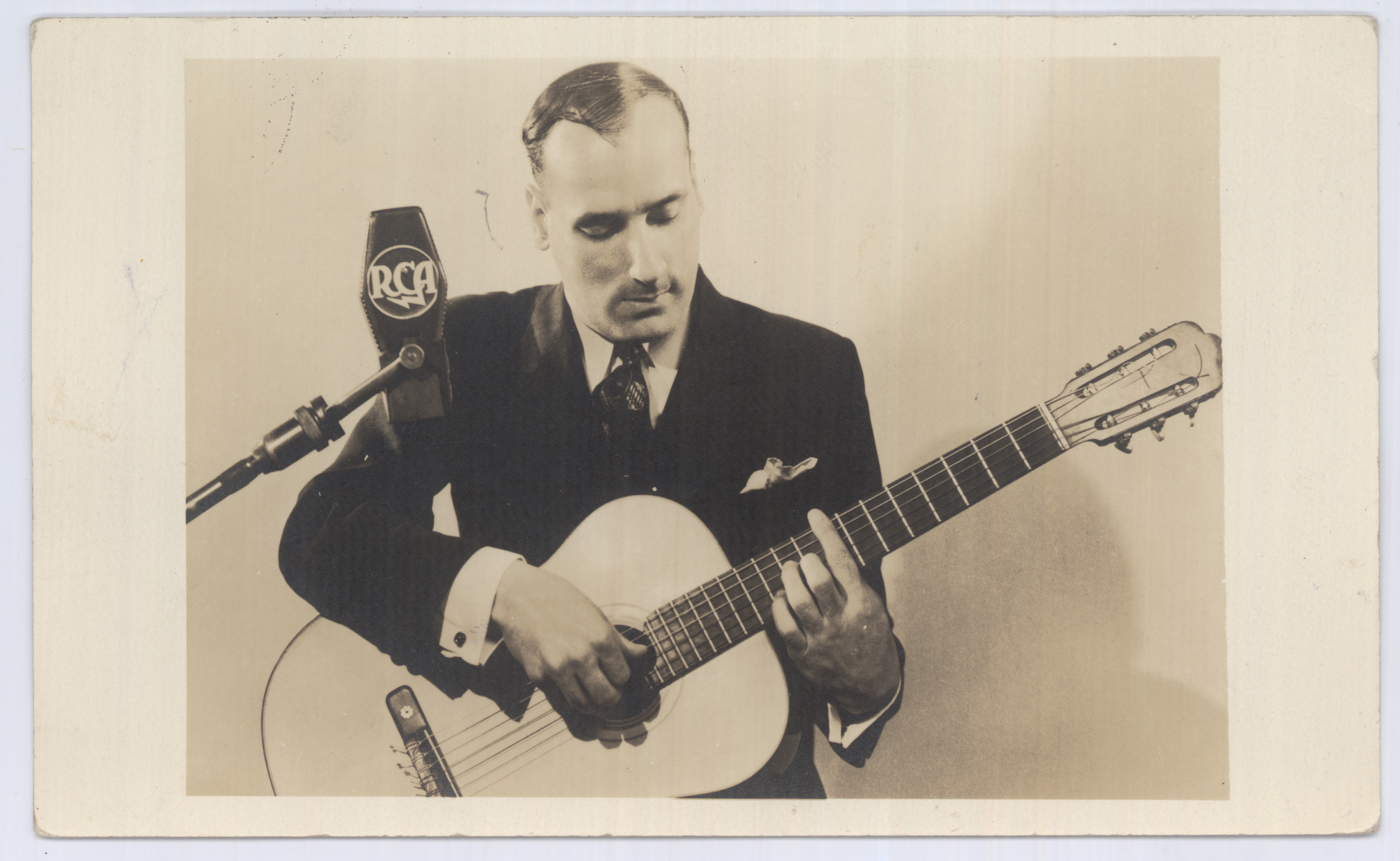
Julio Martínez Oyanguren ante un micrófono de la RCA.

Comenzó sus estudios musicales en su ciudad natal con el profesor de piano Alfredo Hargain. En 1919 se muda a Montevideo donde conoce a Leoncio Marichal, un excelente profesor de guitarra. El talento musical de Oyanguren sorprendió a Marichal quien buscó que su pupilo pudiera tener un concierto público.
Ese mismo año, aun siendo cadete de la Naval le correspondió junto a otros compañeros, viajar a México con el fin de acompañar los restos del poeta y prosista Amado Nervo que cumplía funciones de Embajador de ese país en Uruguay.
En esta época Oyanguren comienza a practicar asiduamente al tiempo que aumentó su lectura y su asistencia a conciertos. Este trabajo le implicó un enorme esfuerzo ya que simultáneamente continuó sus estudios profesionales de los cuales finalmente se graduó en 1924, obteniendo el título de Ingeniero mecánico para la Naval. Debido a sus cualidades, el gobierno lo envió a Italia para mejorar su entrenamiento.
En julio de 1931 visitó Argentina, donde fue asignado como «Embajador musical», actuando con gran éxito en el teatro La Pena y en la Radio Splendid.
En 1933 ofreció en el Sodre su último concierto previo a partir hacia Estados Unidos donde se desempeñó como agregado Naval de la embajada uruguaya y permaneció durante siete años. Durante su estadía en ese país fue artista exclusivo de NBC brindando varios conciertos. Grabó para los sellos Columbia y RCA Victor y fue el primer músico en brindar un recital televisado el cual tuvo lugar en 1934.
Fue invitado por el presidente Franklin Delano Roosevelt para dar un concierto en la Casa Blanca y al cabo del mismo el mandatario le entregó una guitarra confeccionada para la ocasión así como una fotografía autografiada. Otra de sus actuación destacadas fue la de solista en la Filarmónica de Nueva York, con un público superior a los 18.000 espectadores. Posteriormente llegó a brindar conciertos en varios países del Caribe.
De regreso en Uruguay, en 1941 emprendió una serie de conciertos en los que actuó en Montevideo y distintos puntos del interior del país, así como en varios lugares de Brasil y Argentina. Al año siguiente regresa a su ciudad natal, donde se radica hasta 1947, ocupado en el período 1942-1946 el cargo de Jefe de Policía del departamento. Posteriormente se trasladó a Montevideo e inició una nueva gira de conciertos que lo llevaron a distintos países de América del Sur.
Muchas de sus grabaciones fueron hechas para RCA, aunque también el sello uruguayo Orfeo tiene varios de sus registros. Casi 60 años después de sus grabaciones para RCA, este sello editó parte de su discografía en los volúmenes 1 y 8 de la colección Andrés Segovia And His Contemporaries (Andrés Segovia y sus contemporáneos).

## Discografía
- Side 1 La Paloma Side 2 AY,AY,AY. Side 3.Waltz in A Major Op.39, N°15, Side 4 Kujawiak in A Minor_Op.3  Side 5 Elégie -Op.10  Side 6 Serenade.  (DECCA Album 118)
- Andalucia (Homenaje a Manjón)5474-X (CO 19793)
- Arabia 5474-X (CO 19792)
- 1.Cigue 2. Gavotte 3.Fugue (Francois Campion) (Columbia 17110-D CO 21509-1)
- 1 Air. 2.Sonatina (Francois Campion)( Columbia 17110-D CO 21508-2)
- Preludio N°12,in A Minor.Preludio N°11 in D Major.Preludio N°6 in B Minor′′(F. Tárrega)(Columbia 17100-D CO 21471-3)
- Tremolo Study (F Tárrega) (Columbia 17100-D CO 21470-3)
- Sonata in A Major  (Cimarosa)(Columbia 17118-D CO 21306-5)
- Gavotte (Rameau)(Columbia 17118-D  CO-21567-1))
- Jota (Victor 37072-B)
- Latin American Folk Music vol. 1 (Decca A-174)
- Latin American Folk Music vol. 2 (Decca A-186)
- Latin American Folk Music vols. 1 & 2 (Decca DL 8018. Recoge los álbumes Latin American Folk Music 1 y 2 editados previamente por ese sello. 1950)
- Recital de Julio Martínez Oyanguren (Orfeo ULP 96)
- La música de España a través del tiempo y la guitarra (Orfeo ULP 99. 1960)
- Danza española nº5 / Danza española nº6 (Orfeo 110)
- Vidalita / Pericón (Orfeo 1004)
- Andres Segovia And His Contemporaries Vol.1: Segovia & Oyanguren (RCA. 2004)
- Andres Segovia And His Contemporaries Vol.8: Segovia & Oyanguren Part II (RCA. 2005)